# 陈少白
陈少白（1869年7月20日—1934年12月23日），原名闻绍，后更名白，字少白，以字行，在日本期间曾用名陈璧、服部次郎，廣東新會外海南華里人，清末革命家，與孫中山、尢列和楊鶴齡同被稱为「四大寇」。

## 生平

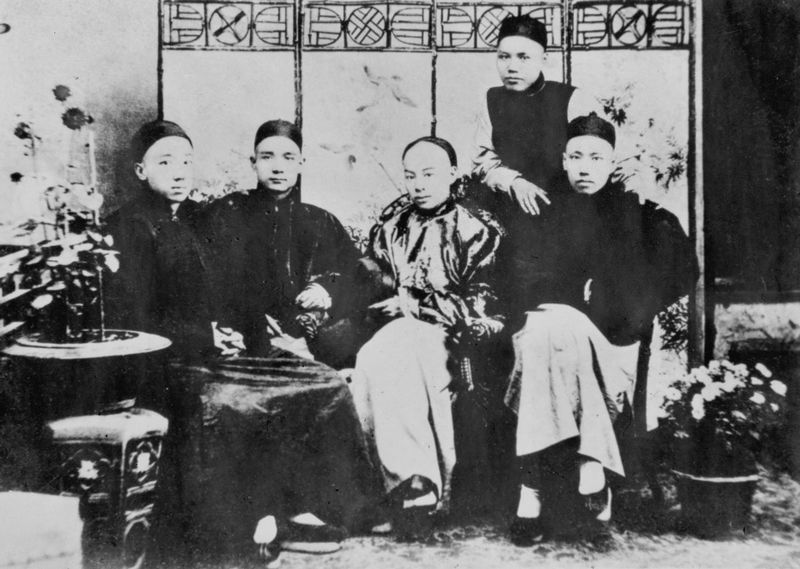
四大寇和關景良（1890年攝于香港）。前排左起：楊鶴齡、孫中山、陳少白、尢列。後立者為關景良並不是四大寇之一。

1869年7月20日，陈少白生于一个基督教牧师家庭。6岁时，他入私塾。1888年，他入讀广州格致书院（即岭南大学的前身），在读书期间，其三叔陈麦南常带给他许多西文著作的译本，后来他曾对人说“革命思想，多得于季父。”1889年，他认识了孙中山。1890年他21岁时入讀香港西医书院，和孙中山结拜兄弟。在学习期间，他与孙中山、尢列和杨鹤龄经常在杨耀记谈论反满清革命，被稱为“四大寇”。光绪十八年（1892年）他辍学，此后帮孙中山在澳门、广州设医局，并参加了革命活动。
1895年，陳少白参与组织香港兴中会，并筹划广州起义。起义事败后，他和孙中山、郑士良一起逃到日本，成立了兴中会横滨分会。1897年他赴台湾设立兴中会台北分会。1900年，他奉孙中山之命回香港办《中國日報》，宣传革命。在香港办报期间，他还在毕永年的协助下加入哥老会，被推举为“龙头之龙头”。其间，他合并了三合会、哥老会、兴中会三派势力，成立了忠和堂兴汉会，推孙中山任总会长，以兴中会纲领为总会纲领。為了宣傳革命，他還成立了“采南歌”、“振天声”、“振天声白话剧”等剧社。1900年，陈少白在香港策应了惠州起义。
1905年中国同盟会成立后，他任中国同盟会香港分会会长。1906年，他支持香港商人陈席儒、杨西岩等人反对清政府收回粤汉铁路实行官办，并任粤路股东维持路权会顾问。1910年，他任香港工商局顾问及四邑轮船公司经理。
1911年10月武昌起義爆發，廣東宣佈獨立，陳少白受任為廣東軍政府外交司司長。1912年中華民國成立後，陳少白隨即辭去外交司長職務，成立粵航公司兼任總司理，並收回了外商租賃的部分廣州碼頭。1915年，他和李煜堂创立了上海保险公司，他任主席。1921年，孙中山任非常大总统后，陈少白任总统府顾问、大本营参议。1922年1月，他任国立中华国民银行监督。六一六事变后，他辞职回家乡，帶頭捐資建設校舍、修築公路，為家鄉教育和經濟發展居功至偉。
1934年陳因病住院治療，病情惡化而轉入北京一德國醫院。同年12月終醫治無效而逝世。他的靈柩由當時的國民政府派代表親自護送到廣東外海，葬於故鄉茶庵寺山腰。

## 著作
- 《兴中会革命史要》
- 《兴中会革命史要别录》